# گمینا پوچتسه
گمینا پوچتسه (به لهستانی:  Gmina Pełczyce) یک گمینا در لهستان است که در شهرستان خوشچنو واقع شده‌است. گمینا پوچتسه ۲۰۰٫۸۱ کیلومتر مربع مساحت و ۸٬۱۰۰ نفر جمعیت دارد.